# Laura Prepon
Laura Prepon (født 7. marts 1980 i Watchung, New Jersey) er en amerikansk skuespillerinde. Hun er mest kendt for sin rolle som Donna Pinciotti i tv-serien That '70s Show samt for rollen som Alex Vause i Orange Is the New Black.